# Aeroportul Lake Tahoe
Aeroportul Lake Tahoe (IATA: TVL, ICAO: KTVL, FAA LID: TVL) este un aeroport din California, Statele Unite ale Americii. Aeroportul a fost tranzitat în 2019 de 120 de pasageri.
Situat la o altitudine de 1.910 m, aeroportul dispune de 1 pistă.

## Infrastructură

### Piste
Aeroportul dispune de o singură pistă. Pista 18/36 are suprafața de asfalt și dimensiunile 8.541 picioare × 100 picioare. 